# Fransspröding
Fransspröding (Psathyrella marcescibilis) är en svampart som först beskrevs av Max Britzelmayer, och fick sitt nu gällande namn av Rolf Singer 1951. Fransspröding ingår i släktet Psathyrella och familjen Psathyrellaceae.  Arten är reproducerande i Sverige. Inga underarter finns listade i Catalogue of Life.